# 회계적이익률
회계적이익률(Accounting Rate of Return, 줄여서 ARR)은 자본 예산에 이용되는 투자 수익률 계산 방식이다. 회계학적으로 산출된 이익을 바탕으로 수익률을 계산하는 방식인데, 장부상 이익을 그대로 가져다 쓰는 데다 계산방법도 간편하다는 장점이 있으나 화폐의 시간가치를 고려하지 않으며 현금흐름에 의한 방식이 아니라는 문제점을 가지고 있다.

## 공식
- 기본 공식

{\displaystyle {\text{ARR}}={\frac {\text{Average net income}}{\text{Average investment}}}}
Average net income = 평균 순 수익
Average investment = 평균 투자액
- 평균 투자액은 다음과 같이 구할 수 있다.

{\displaystyle {\text{Average investment}}={\frac {\text{Book value at beginning of year 1 + Book value at end of useful life}}{\text{2}}}}
Book value at beginning of year 1 = 기초 자본
Book value at end of useful life = 내용연수 말 자본

## 같이 보기
- 순현재가치
- 내부수익률